# Politique en Maine-et-Loire
 (décembre 2019).
Si vous disposez d'ouvrages ou d'articles de référence ou si vous connaissez des sites web de qualité traitant du thème abordé ici, merci de compléter l'article en donnant les références utiles à sa vérifiabilité et en les liant à la section « Notes et références ».
Le département français du Maine-et-Loire est un département créé le 4 mars 1790 en application de la loi du 22 décembre 1789, à partir de l'ancienne province de l'Anjou. Les 177 actuelles communes, dont presque toutes sont regroupées en intercommunalités, sont organisées en 21 cantons permettant d'élire les conseillers départementaux. La représentation dans les instances régionales est quant à elle assurée par 19 conseillers régionaux. Le département est également découpé en 7 circonscriptions législatives, et est représenté au niveau national par sept députés et quatre sénateurs. 

## Historique
Durant le XIXe siècle, le département reste marqué par le souvenir de la guerre de Vendée. Le département apparait donc comme un bastion conservateur catholique, principalement légitimiste. Ainsi, en 1876 et en 1877, quatre légitimistes sont élus députés, à Cholet, Beaupréau et Angers. Segré et Saumur élisent un bonapartiste. Baugé nomme un républicain. En 1885, la liste d'Union conservatrice (bonapartistes et légitimistes) est élue entière avec environ 60 % des voix. Pour la droite, c'est l'un des meilleurs résultats de France. Les royalistes conservent quatre circonscriptions sur sept jusqu'en 1928, et la majorité absolue au conseil général jusqu'en 1925.
Le département de Maine-et-Loire est ancré depuis 1945 dans le courant de la droite modérée.
Les députés depuis la Libération furent d'abord gaullistes puis membres de l'UDF ou du RPR, avant d'être tous membres de l'UMP lors de sa création en 2002. 
Lors des élections du 17 juin 2007, la victoire d'un député socialiste, Marc Goua, a montré que les inclinaisons politiques y évoluent. Ceci s'explique sociologiquement par le fait que la population du département est de plus en plus citadine[réf. nécessaire].

## Représentation politique et administrative

### Préfets et arrondissements

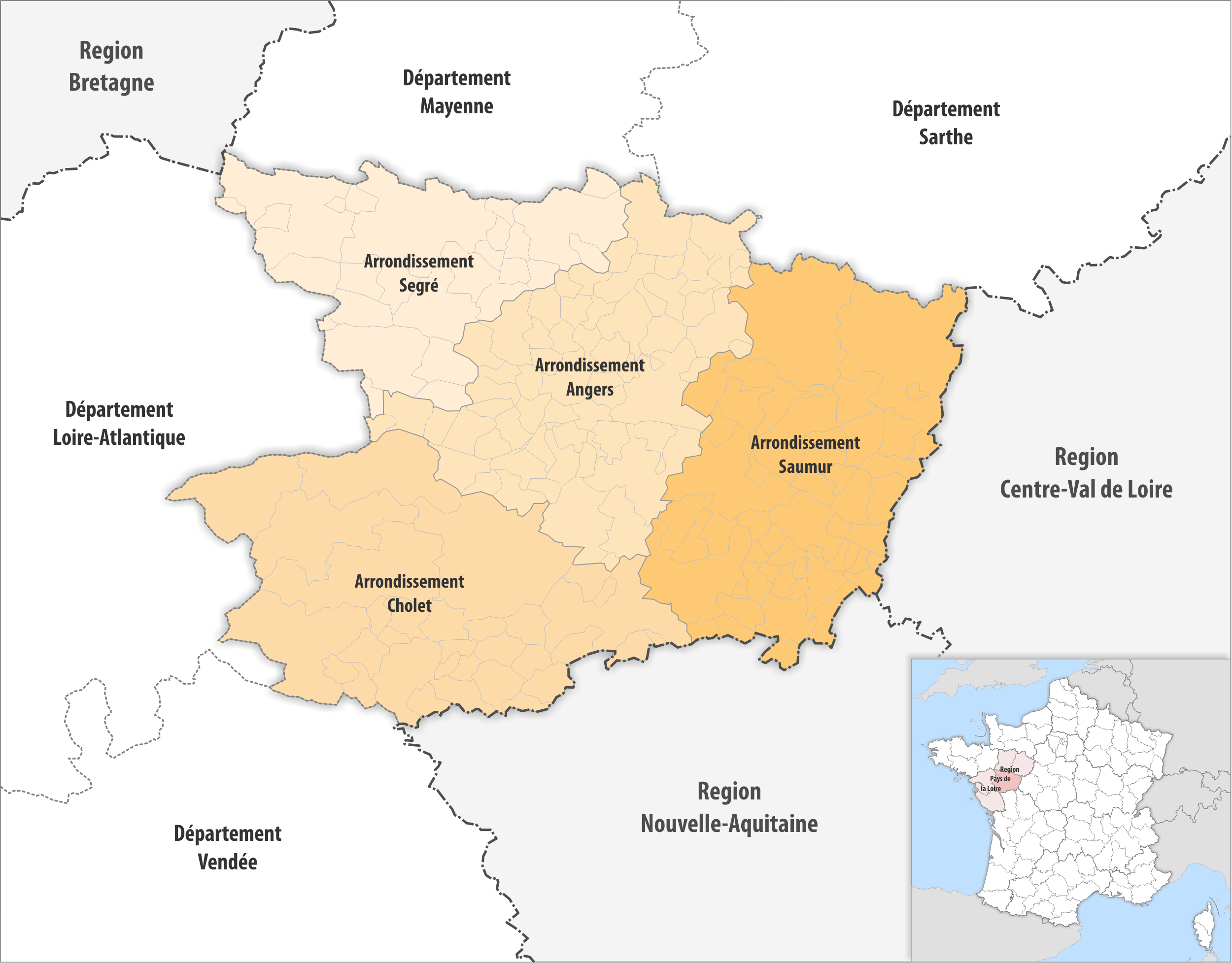
Arrondissements

La préfecture du Maine-et-Loire est localisée à Angers. Le département possède en outre deux sous-préfectures à Cholet, Saumur et Segré-en-Anjou Bleu. Jusqu'en 1926, une sous-préfecture supplémentaire était située à Baugé.

### Conseillers départementaux

Cantons et affiliations à l'issue des élections de 2021.

### Députés et circonscriptions législatives

Circonscriptions et affiliations à l'issue des élections de 2024.

| Circ. | Nom                 |  | Parti | Groupe                      | Suppléant            |
| ----- | ------------------- |  | ----- | --------------------------- | -------------------- |
| 1re   | François Gernigon   |  | HOR   | Horizons et indépendants    | Helène Cruypenninck  |
| 2e    | Stella Dupont       |  | EC    | Non-inscrit                 | Valérie Lioton       |
| 3e    | Anne-Laure Blin     |  | LR    | Droite républicaine         | Jean-Pierre Beaudoin |
| 4e    | Laetitia Saint-Paul |  | RE    | Horizons et indépendants    | Philippe Algoët      |
| 5e    | Denis Masséglia     |  | RE    | Ensemble pour la République | Cécile Fleurance     |
| 6e    | Nicole Dubré-Chirat |  | RE    | Ensemble pour la République | Alexandre Brugère    |
| 7e    | Philippe Bolo       |  | MoDem | Les Démocrates              | Patricia Maussion    |

### Sénateurs
| Nom               |  | Parti | Groupe                                       | Autres mandats (passés ou actuels) |
| ----------------- |  | ----- | -------------------------------------------- | ---------------------------------- |
| Grégory Blanc     |  | DVG   | Écologiste - Solidarité et territoires       |                                    |
| Corinne Bourcier  |  | DVD   | Les Indépendants – République et territoires |                                    |
| Emmanuel Capus    |  | HOR   | Les Indépendants – République et territoires |                                    |
| Stéphane Piednoir |  | LR    | Les Républicains                             |                                    |

### Conseillers régionaux
Présidence : Christelle Morançais (Sarthe)
|            | Parti | Siège |
| ---------- | ----- | ----- |
| Majorité   |       |       |
|            | LR    | 3     |
|            | DVD   | 3     |
|            | UDI   | 3     |
|            | LC    | 2     |
|            | DVC   | 1     |
| Opposition |       |       |
|            | LFI   | 1     |
|            | EELV  | 1     |
|            | G·s   | 1     |
|            | PS    | 1     |
|            | PP    | 1     |
|            | RN    | 1     |
|            | DVC   | 1     |

### Maires

Carte des 176 communes de Maine-et-Loire au 1er janvier 2023.

| Commune                  | Maire                          |  | Parti  | Élection | Population |
| ------------------------ | ------------------------------ |  | ------ | -------- | ---------- |
| Angers                   | Jean-Marc Verchère             |  | MoDem  | 2022     | 157 555    |
| Avrillé                  | Caroline Houssin-Salvetat      |  | DVD    | 2020     | 15 225     |
| Baugé-en-Anjou *         | Philippe Chalopin              |  | DVD    | 2013     | 11 747     |
| Beaupréau-en-Mauges *    | Franck Aubin                   |  | DVC    | 2020     | 23 887     |
| Brissac Loire Aubance *  | Sylvie Sourisseau-Guineberteau |  | DVD    | 2016     | 11 000     |
| Chemillé-en-Anjou *      | Hervé Martin                   |  | DVD    | 2020     | 21 550     |
| Cholet                   | Gilles Bourdouleix             |  | LR-RAD | 1995     | 54 074     |
| Doué-en-Anjou *          | Michel Pattée                  |  | DVD    | 2017     | 11 227     |
| Gennes-Val-de-Loire *    | Nicole Moisy                   |  | SE     | 2021     | 8 452      |
| Les Hauts-d'Anjou *      | Maryline Lézé                  |  | DVD    | 2019     | 8 712      |
| Loire-Authion *          | Jean-Charles Prono             |  | RE     | 2020     | 16 588     |
| Mauges-sur-Loire *       | Gilles Piton                   |  | DVD    | 2020     | 18 514     |
| Montrevault-sur-Èvre *   | Christophe Dougé               |  | LÉ     | 2020     | 15 684     |
| Ombrée d'Anjou *         | Pierrick Esnault               |  | DVD    | 2020     | 8 811      |
| Orée d'Anjou *           | André Martin                   |  | DVD    | 2022     | 16 975     |
| Les Ponts-de-Cé          | Jean-Paul Pavillon             |  | PS     | 2018     | 12 863     |
| Saint-Barthélemy-d'Anjou | Dominique Bréjeon              |  | SE     | 2014     | 9 496      |
| Saumur                   | Jackie Goulet                  |  | DVG    | 2017     | 26 074     |
| Segré-en-Anjou Bleu *    | Geneviève Coquereau            |  | DVD    | 2020     | 17 617     |
| Sèvremoine *             | Didier Huchon                  |  | DVD    | 2015     | 25 764     |
| Trélazé                  | Lamine Naham                   |  | PS     | 2022     | 15 620     |
| * Commune nouvelle       |                                |  |        |          |            |